# Massif de Kodar
Le massif de Kodar (en russe : Кодар) est un massif montagneux de Transbaïkalie au cœur de la Sibérie, en Russie. Son point culminant est le pic BAM (3 072 m). 34 glaciers, parmi les plus isolés au monde, ont été identifiés dans ces montagnes. Il est protégé depuis 2018 par le statut de parc national de Kodar.

## Toponymie
Le nom « Kodar » est dérivé de « khada », un mot evenki pour « rocher ».

## Géographie

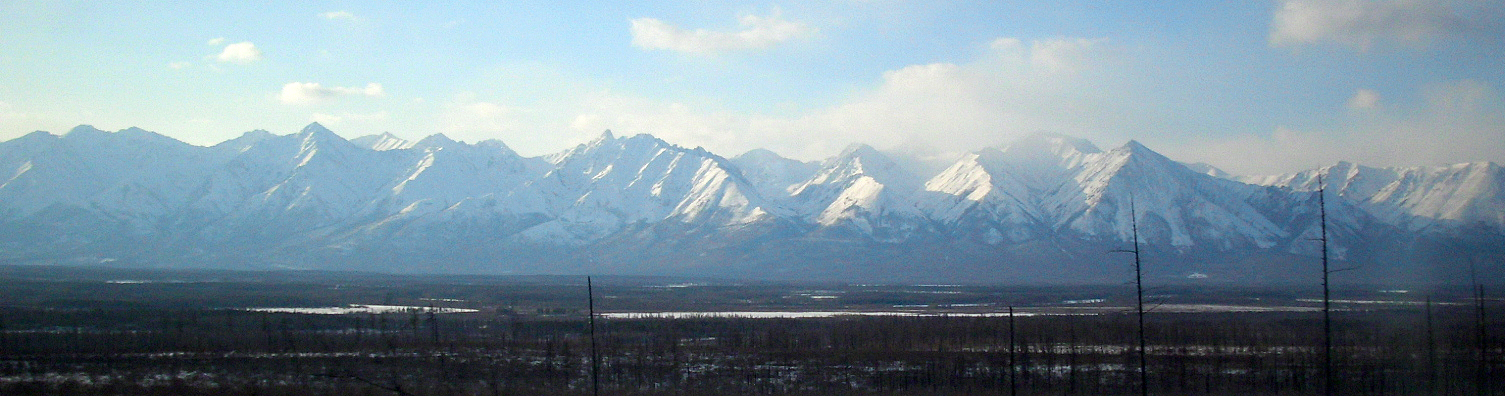
Massif de Kodar.

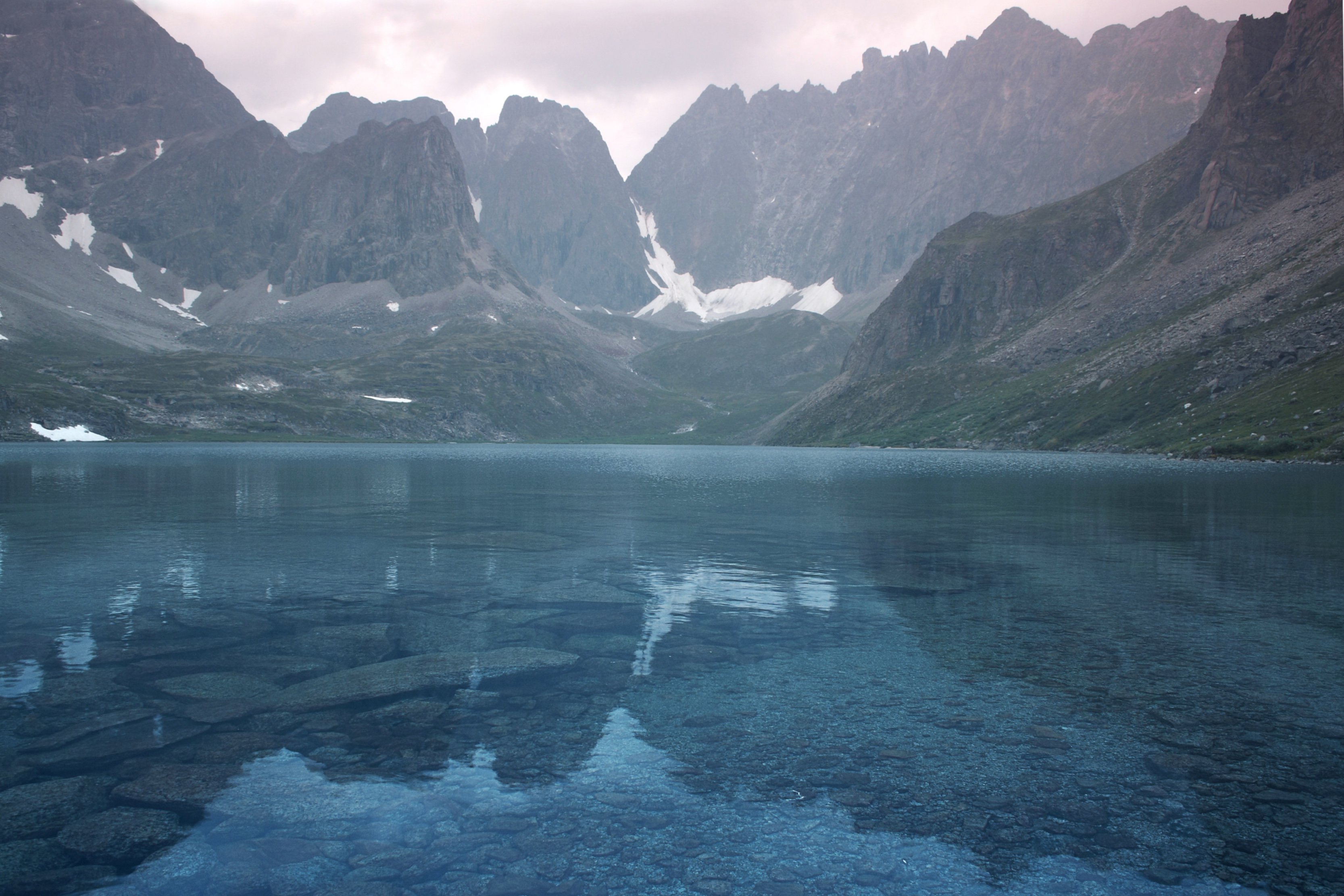
Lac Ouglovoie dans le Kodar.

Le massif de Kodar fait partie des plateaux Stanovoï (en), qui s'étendent de l'extrémité nord du lac Baïkal à la rivière Olekma. Proche du rift Baïkal, la zone subit régulièrement des séismes. Le massif est délimité par les rivières Vitim et Tchara, toutes les deux affluents de la Léna. La rivière Apsat (ru), un affluent de la Tchara, traverse le massif.
La topographie du massif est caractérisée par des vallées étroites et profondes, allant jusqu'à plus de 1 000 m de dénivelé. Le massif est le plus haut dans la région transbaïkale, son point culminant, le pic BAM (Baikal Amur Magistral), atteignant 3 072 m. D'après une étude de 2013, il contient 34 glaciers, qui, à l'exception de quelques glaciers tropicaux, sont les glaciers les plus isolés du monde : plus de 1 200 km les séparent du glacier le plus proche. Ces glaciers sont petits, au maximum 2,1 km de longueur,.
La zone a un climat subarctique, l'anticyclone de Sibérie entraînant de très basses températures et des précipitations de novembre à mars. Les relevés météorologiques des années 1960 rapportent entre 850 et 1 000 mm de précipitations par an à 2 500 m d'altitude, dont 50 % sous forme de neige. Bien que la neige puisse tomber n'importe quand dans l'année, 80 % des chutes se concentrent à la fin du printemps et au début de l'automne. La limite des neiges éternelles se situe entre 2 200 et 2 600 m. Le massif est recouvert de forêts de mélèzes qui, à environ 1 600 m d'altitude, cèdent la place à des bouleaux puis des prairies alpines et alpages.